# أتلتيكو يوفنتوس
أتلتيكو يوفنتوس (بالبرتغالية: Atlético Juventus‏) هو نادٍ برازيلي محترف لكرة القدم في منطقة موكا، ساو باولو.

## التاريخ
تأسس النادي في 20 أبريل 1924 باسم إكسترا ساو باولو، من قبل موظفي شركة النسيج "كوتونيفيكيو رودولفو كريسبي" المُسماة على اسم صاحب الشركة: رودولفو كريسبي، والذي كان مُشجعًا لنادي يوفنتوس الإيطالي، مما حعله بعد ست سنوات أن يغير اسم النادي إلى أتليتكو يوفنتوس. كانت ألوان الفريق هي ألوان ولاية ساو باولو، الأسود والأبيض والأحمر.

## وصلات خارجية
- الموقع الرسمي (باللغة البرتغالية)
- موقع مشجعي النادي (باللغة البرتغالية)